# Nocturnes (Chopin)
Pour les articles homonymes, voir Nocturnes.

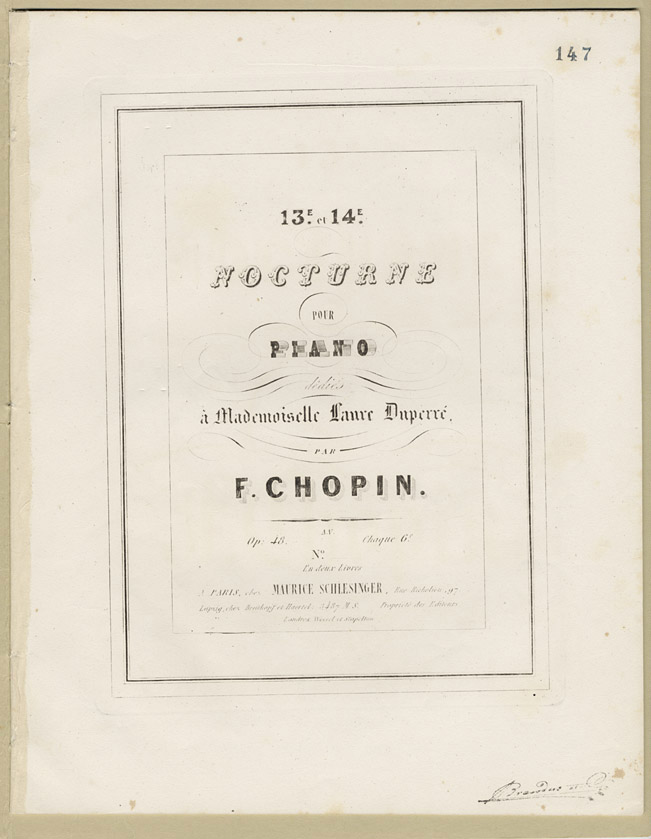
Page de couverture des Nocturnes de Chopin.

Les Nocturnes sont vingt-et-un morceaux de musique romantique pour piano seul composés par Frédéric Chopin entre 1827 et 1846. Ils tiennent une place importante dans le répertoire de concert contemporain. Bien que Chopin n'ait pas inventé le nocturne, il a popularisé le genre et l'a répandu, à partir de la forme développée par le compositeur irlandais John Field,.
Cette forme de nocturne repose sur un mouvement lent d'expression pathétique, divers ornements mélodiques et une partie centrale accélérée. Il est souvent de structure ABA, avec une mélodie très souple et ornementée, accompagnée par une main gauche aux arpèges ondulants.
Les nocturnes 1 à 18 furent publiés de son vivant, par deux ou par trois, dans l'ordre de leur composition. Les numéros 19 à 21 ont en fait été écrits en premier, avant son départ de Pologne, mais publiés après sa mort. Le numéro 20 ne portait d'ailleurs pas le titre de « nocturne », mais depuis sa publication en 1870, il est généralement inclus dans les partitions et les enregistrements de l'ensemble.

## Influences
À l'époque de la naissance de Chopin en 1810, John Field était déjà un compositeur accompli. Le jeune Chopin finit par devenir un grand admirateur de Field, s'inspirant dans une certaine mesure de la technique de jeu et de composition du compositeur irlandais. 
Chopin avait composé cinq de ses nocturnes avant de rencontrer Field pour la première fois. Dans sa jeunesse, on disait souvent à Chopin qu'il avait la même sonorité que Field, qui, à son tour, a été décrit plus tard comme ayant une sonorité « chopinesque ». Le compositeur Friedrich Kalkbrenner, l'une des premières influences de Chopin, a demandé un jour si Chopin était un élève de Field. Alors que Chopin tenait Field en grand respect et le considérait comme l'une de ses principales influences, Field avait une vision plutôt négative de l'œuvre de Chopin. Après avoir rencontré Chopin et entendu ses nocturnes en 1832, Field aurait décrit le compositeur comme un « talent de malade ». Néanmoins, Chopin continue à admirer Field et son œuvre et à s'en inspirer tout au long de sa vie. 
Les nocturnes de Chopin présentent de nombreuses similitudes avec ceux de Field, tout en conservant un son distinct et unique qui leur est propre. Un aspect du nocturne que Chopin a repris de Field est l'utilisation d'une mélodie de type chanson à la main droite. C'est l'une des caractéristiques les plus importantes, sinon la plus importante, du nocturne dans son ensemble. L'utilisation de la mélodie comme chant confère une plus grande profondeur émotionnelle à la pièce, attirant davantage l'auditeur. En plus de la mélodie de la main droite, Chopin a continué à utiliser une autre « nécessité » des nocturnes, celle de jouer des accords brisés à la main gauche pour servir de rythme à sa mélodie « vocale » de la main droite. Une autre technique utilisée par Field et poursuivie par Chopin est l'utilisation plus intensive de la pédale. En utilisant davantage la pédale, la musique gagne en expression émotionnelle grâce à des notes soutenues, ce qui confère au morceau une aura dramatique. Ces principaux attributs du nocturne de Field ont inspiré Chopin, qui les a développés pour créer le nocturne de Chopin. 
L'une des plus grandes innovations apportées par Chopin au nocturne a été l'utilisation d'un rythme plus libre, une technique basée sur le style de musique classique. Chopin a également développé la structure du nocturne en s'inspirant des aria d'opéra italiens et français, ainsi que de la forme sonate. Le compositeur Franz Liszt a même insisté sur le fait que les nocturnes de Chopin étaient influencés par les arias bel canto de Vincenzo Bellini, une affirmation confirmée et reprise par de nombreux acteurs du monde de la musique. Une autre innovation de Chopin a été l'utilisation du contrepoint pour créer une tension dans les nocturnes, une méthode qui a encore renforcé le ton dramatique et la sensation de la pièce elle-même. C'est principalement à travers ces thèmes d'influence opératique, de rythmes plus libres et d'expansion vers des structures plus complexes et un jeu mélodique que Chopin a laissé sa marque sur le nocturne. Nombreux sont ceux qui considèrent le « nocturne de Chopin » comme un mélange entre la forme et la structure de Field et le son de Mozart, affichant un thème d'influence classique/romantique dans la musique. 

## Opus 9
| no | Tonalité        | Opus   | Composition | Publication | Thème |
| -- | --------------- | ------ | ----------- | ----------- | ----- |
| 1  | si bémol mineur | 9 no 1 | 1830–1832   | 1833        |       |
| 2  | mi bémol majeur | 9 no 2 | 1830–1832   | 1833        |       |
| 3  | si majeur       | 9 no 3 | 1830–1832   | 1833        |       |

## Opus 15
| no | Tonalité        | Opus    | Composition | Publication | Thème |
| -- | --------------- | ------- | ----------- | ----------- | ----- |
| 4  | fa majeur       | 15 no 1 | 1830–1832   | 1833        |       |
| 5  | fa dièse majeur | 15 no 2 | 1830–1832   | 1833        |       |
| 6  | sol mineur      | 15 no 3 | 1833        | 1833        |       |

## Opus 27
| no | Tonalité        | Opus    | Composition | Publication | Thème |
| -- | --------------- | ------- | ----------- | ----------- | ----- |
| 7  | do dièse mineur | 27 no 1 | 1836        | 1837        |       |
| 8  | ré bémol majeur | 27 no 2 | 1836        | 1837        |       |

## Opus 32
| no | Tonalité        | Opus    | Composition | Publication | Thème |
| -- | --------------- | ------- | ----------- | ----------- | ----- |
| 9  | si majeur       | 32 no 1 | 1837        | 1837        |       |
| 10 | la bémol majeur | 32 no 2 | 1837        | 1837        |       |

## Opus 37
| no | Tonalité   | Opus    | Composition | Publication | Thème |
| -- | ---------- | ------- | ----------- | ----------- | ----- |
| 11 | sol mineur | 37 no 1 | 1838        | 1840        |       |
| 12 | sol majeur | 37 no 2 | 1839        | 1840        |       |

## Opus 48
| no | Tonalité        | Opus    | Composition | Publication | Thème |
| -- | --------------- | ------- | ----------- | ----------- | ----- |
| 13 | do mineur       | 48 no 1 | 1841        | 1841        |       |
| 14 | fa dièse mineur | 48 no 2 | 1841        | 1841        |       |

## Opus 55
| no | Tonalité        | Opus    | Composition | Publication | Thème |
| -- | --------------- | ------- | ----------- | ----------- | ----- |
| 15 | fa mineur       | 55 no 1 | 1842–1844   | 1844        |       |
| 16 | mi bémol majeur | 55 no 2 | 1842–1844   | 1844        |       |

## Opus 62
| no | Tonalité  | Opus    | Composition | Publication | Thème |
| -- | --------- | ------- | ----------- | ----------- | ----- |
| 17 | si majeur | 62 no 1 | 1846        | 1846        |       |
| 18 | mi majeur | 62 no 2 | 1846        | 1846        |       |

## Opus 72
| no | Tonalité  | Opus | Composition | Publication | Thème |
| -- | --------- | ---- | ----------- | ----------- | ----- |
| 19 | mi mineur | 72   | 1827-29     | 1855        |       |

## Sans numéro d'opus
| no | Tonalité        | Opus      | Composition | Publication | Thème |
| -- | --------------- | --------- | ----------- | ----------- | ----- |
| 20 | do dièse mineur | P 1 no 16 | 1830        | 1870        |       |
| 21 | do mineur       | P 2 no 8  | 1837        | 1870        |       |

## Discographie
- Claudio Arrau, Les 21 nocturnes (enreg. Concertgebouw, Amsterdam en septembre 1977 et mars 1978), 2 LP, 1979, Philips (réédité en 2 CD).
- Claudio Arrau, Intégrale des nocturnes et des impromptus, 2 CD, Philips, 1997 (nocturnes : enreg. Concertgebouw, Amsterdam en mars 1978 & impromptus : enreg. La Chaux-de-Fonds, Suisse en août 1980)
- Daniel Barenboïm, Intégrale des nocturnes, 2 CD, DG, 1998
- Arthur Rubinstein, 19 nocturnes, 2 CD, RCA, 1999
- Keiko Toyama, Intégrale des nocturnes, 2 CD, Camerata, 2001
- Vladimir Feltsman, Intégrale des nocturnes, barcarolle, berceuse, 2 CD, Camerata, 2006